# Nektarios Bamiatzis
Nektarios-Vasilios Bamiatzis (* 10. Juli 1975 in Fellbach), kurz auch Nektarios, ist ein deutscher Pop- und Soulsänger sowie Radiomoderator griechischer Abstammung, der durch die RTL-Castingshow Deutschland sucht den Superstar in den Jahren 2002 und 2003 bekannt wurde.

## Leben
2002 nahm Nektarios an der ersten Staffel von Deutschland sucht den Superstar als Finalist teil. Nach der dritten Mottoshow schied er aus. Trotzdem war Nektarios (wie alle zehn Finalisten) an der von Dieter Bohlen geschriebenen und komponierten Single We Have a Dream beteiligt, die sechs Wochen lang auf Platz 1 der deutschen Charts stand, danach weitere zwei Wochen auf Platz 2. Ebenfalls unter der Leitung von Dieter Bohlen kam Anfang 2003 das Album United (zu deutsch Vereint) der Finalisten auf den Markt.
Im September 2003 veröffentlichte Nektarios seine erste Single mit dem Titel Looks Like We Made It. Der Titel (produziert von Dieter Falk) kam bis auf Platz 39 der deutschen Charts. Dies blieb jedoch das vorerst einzige Soloprojekt des Musikers.
Weihnachten 2003 beteiligte sich Nektarios am Projekt TV Allstars, einem vorübergehenden Zusammenschluss von deutschen Künstlern, unter ihnen die No Angels, Bro’Sis, die Preluders, Overground sowie die Gewinner der ersten Star Search-Staffel. Die TV Allstars veröffentlichten ein Cover des Benefiz-Songs Do They Know It’s Christmas? heraus, welches vier Wochen lang in den Top 10 der deutschen Charts vertreten war. Darauf folgte das gemeinsame Album The Ultimate Christmas Album, auf dem jeder Interpret ein Weihnachtslied singt, Nektarios den Gospel Amazing Grace.
Im November 2004 schlossen sich vier der ehemals zehn DSDS-Finalisten noch einmal für ein Projekt zusammen. Neben Nektarios bildeten auch Stefanie Brauckmeyer, Gracia Baur und Daniel Küblböck 4 United. Der Name ist angelehnt an das frühere Album der Finalisten United. Zusammen brachten die vier Künstler eine Single mit dem Titel Don’t Close Your Eyes heraus. Die höchste Chartplatzierung dafür war Platz 18. Danach trennten sich 4 United wieder.
Außerdem war Nektarios auf dem Sampler Songs for a Season unter mehreren deutschen Künstlern vertreten, die sich zu ihrem christlichen Glauben bekennen. Auf diesem Album singt er wieder einen Weihnachtssong.
Von Herbst 2008 bis März 2011 war Nektarios von Montag bis Freitag bei Baden-Württembergs größtem privaten Radiosender Hit-Radio ANTENNE 1 als „Staupilot Nektarios“ zu hören und präsentierte im Rahmen seines Volontariats die aktuellen Verkehrsmeldungen. Seit Anfang Juni 2012 ist er auf den Lokalsendern der Radiogroup in Rheinland-Pfalz und im Saarland als Nachrichtensprecher zu hören.
Im Dezember 2008 bildete Nektarios mit Castingkünstlern aus Popstars, Deutschland sucht den Superstar, Star Search und Stefan Raabs Super Grand Prix Star die Formation RecAllstars. Die Downloadsingle Christmas Time enthielt neben der von allen beteiligten Künstlern gesungenen Version 14 weitere Versionen, in denen das Lied zusätzlich von jedem Künstler auf seine eigene Art interpretiert wurde. Für das hierzu veröffentlichte Album Merry Christmas! steuerte er das Lied Merry Christmas to Everyone bei.

### Auftritte bei DSDS
| Mottoshow (Datum)                  | Lied                 | Originalinterpret | Anrufer in Prozent     |
| 2. Top-30-Show (7. Dezember 2002)  | Flying Without Wings | Westlife          | 17 % (Platz 3 von 10)  |
| Mein Superstar (21. Dezember 2002) | To Be with You       | Mr. Big           | 2,1 % (Platz 7 von 10) |
| Lovesongs (28. Dezember 2002)      | Kiss from a Rose     | Seal              | 5,2 % (Platz 7 von 9)  |
| Hits 2002 (4. Januar 2003)         | Bevor du gehst       | Xavier Naidoo     | 6,7 % (Platz 7 von 7)  |

## Radio
Bamiatzis zog sich weitestgehend aus der aktiven Popmusik zurück. Er arbeitete als Radiomoderator für Antenne 1 und ist  bei Radio Merzig zu hören. 2009 kandidierte er für die CDU Fellbach als Gemeinderat.

## Diskografie

### Samplerbeiträge
| Jahr | Titel                        | Höchstplatzierung, Gesamtwochen, AuszeichnungChartplatzierungen (Jahr, Titel, Platzierungen, Wochen, Auszeichnungen, Anmerkungen) | Höchstplatzierung, Gesamtwochen, AuszeichnungChartplatzierungen (Jahr, Titel, Platzierungen, Wochen, Auszeichnungen, Anmerkungen) | Höchstplatzierung, Gesamtwochen, AuszeichnungChartplatzierungen (Jahr, Titel, Platzierungen, Wochen, Auszeichnungen, Anmerkungen) | Anmerkungen                                                                              |
| Jahr | Titel                        | DE | AT | CH | Anmerkungen                                                                              |
| ---- | ---------------------------- | --- | --- | --- | ---------------------------------------------------------------------------------------- |
| 2003 | United                       | DE1 (14 Wo.)DE | AT1 (15 Wo.)AT | CH2 (16 Wo.)CH | Erstveröffentlichung: 9. Februar 2003 Verkäufe: + 960.000; (mit den DSDS-Allstars)       |
| 2003 | The Ultimate Christmas Album | DE4 (4 Wo.)DE | AT26 (3 Wo.)AT | CH51 (3 Wo.)CH | Erstveröffentlichung: 2003 Verkäufe: + 100.000 (Projekt TV-Allstars-Song: Amazing Grace) |
| 2004 | Songs for a Season           | — | — | — | Erstveröffentlichung: 2004 (Song: Merry Christmas to Everyone)                           |

### Singleveröffentlichungen
| Jahr | Titel Album                                               | Höchstplatzierung, Gesamtwochen, AuszeichnungChartplatzierungen (Jahr, Titel, Album, Platzierungen, Wochen, Auszeichnungen, Anmerkungen) | Höchstplatzierung, Gesamtwochen, AuszeichnungChartplatzierungen (Jahr, Titel, Album, Platzierungen, Wochen, Auszeichnungen, Anmerkungen) | Höchstplatzierung, Gesamtwochen, AuszeichnungChartplatzierungen (Jahr, Titel, Album, Platzierungen, Wochen, Auszeichnungen, Anmerkungen) | Anmerkungen                                                                          |
| Jahr | Titel Album                                               | DE | AT | CH | Anmerkungen                                                                          |
| ---- | --------------------------------------------------------- | --- | --- | --- | ------------------------------------------------------------------------------------ |
| 2002 | We Have a Dream United                                    | DE1 (17 Wo.)DE | AT2 (19 Wo.)AT | CH1 (16 Wo.)CH | Erstveröffentlichung: 23. Dezember 2002 Verkäufe: + 810.000; (mit den DSDS-Allstars) |
| 2003 | Looks Like We Made It –                                   | DE39 (4 Wo.)DE | — | — | Erstveröffentlichung: 1. September 2003                                              |
| 2003 | Do They Know It’s Christmas? The Ultimate Christmas Album | DE3 (7 Wo.)DE | AT28 (5 Wo.)AT | CH32 (5 Wo.)CH | Erstveröffentlichung: 23. November 2003 Verkäufe: + 150.000 (mit den TV Allstars)    |
| 2004 | Don’t Close Your Eyes –                                   | DE18 (9 Wo.)DE | AT50 (6 Wo.)AT | — | Erstveröffentlichung: 14. September 2004 (mit 4 United)                              |